# آیوار کوسما
آیوار کوسما (استونیایی: Aivar Kuusmaa؛ زادهٔ ۱۲ ژوئن ۱۹۶۷) بازیکن سابق و مربی بسکتبال اهل استونی است.
وی در مسابقات کشوری و بین‌المللی در مجموع برندهٔ ۱ مدال نقره شده‌است.